# آندره لئونی
آندره لئونی (به پرتغالی: André Augusto Leone) مدافع اهل برزیل است که در شهر Vargem Grande do Sul و در تاریخ ۱۲ فوریهٔ ۱۹۷۹ به دنیا آمده‌است.
آندره لئونی در تیم‌های فوتبال Campinas-SP سابقهٔ حضور دارد.